# Torneo de Tampico 2023
El Abierto Tampico 2023 fue un torneo de tenis profesional jugado en canchas duras al aire libre. Se trató de la 7.ª edición del torneo que formó parte de los Torneos WTA 125s en 2023. Se llevó a cabo en Tampico, México, entre el 23 de octubre al 29 de octubre de 2023.

## Cabezas de serie

### Individuales
| Tenista           | Ranking | Preclasificada |
| Caroline Dolehide | 44      | 1              |
| Peyton Stearns    | 48      | 2              |
| Taylor Townsend   | 80      | 3              |
| Anna Kalinskaya   | 83      | 4              |
| Kamilla Rakhimova | 84      | 5              |
| Emina Bektas      | 104     | 6              |
| Katie Volynets    | 109     | 7              |
| Emiliana Arango   | 118     | 8              |

- Ranking del 16 de octubre de 2023.

### Dobles
| Tenista                               | Ranking | Preclasificada |
| Sabrina Santamaria Heather Watson     | 183     | 1              |
| Fernanda Contreras Angela Kulikov     | 233     | 2              |
| Kamilla Rakhimova Anastasia Tikhonova | 257     | 3              |
| Jessie Aney Sofia Sewing              | 291     | 4              |

## Campeonas

### Individuales femeninos
Emina Bektas venció  Anna Kalinskaya por 6–3, 3–6, 7–6(3)

### Dobles femenino
Kamilla Rakhimova /  Anastasia Tikhonova vencieron a  Sabrina Santamaria /  Heather Watson por 7–6(5), 6–2